# Nom-du-père (concept)
 (mars 2013).
 (août 2020).
Si vous disposez d'ouvrages ou d'articles de référence ou si vous connaissez des sites web de qualité traitant du thème abordé ici, merci de compléter l'article en donnant les références utiles à sa vérifiabilité et en les liant à la section « Notes et références ».
 (août 2020).
- Si vous ne connaissez pas le sujet, laissez ce bandeau (vous pouvez alors contacter les auteurs).
- Si vous supprimez le contenu mis en cause (vous pouvez préalablement contacter les auteurs),

argumentez précisément cette suppression dans la page de discussion
(un manque de référence n'est pas un argument ; une recherche réelle de référence doit avoir été effectuée, être formellement documentée).
Le concept Nom-du-père, élaboré par Jacques Lacan dans les années 1950, renvoie au signifiant de la fonction paternelle. D'autres expressions sont voisines comme « métaphore paternelle » et « père symbolique ».

## Le Nom-du-père
Selon  Élisabeth Roudinesco et Michel Plon, le terme « Nom-du-père » est inventé en 1953 par Jacques Lacan qui le conceptualise en 1956 « pour désigner le signifiant de la fonction paternelle ». La « fonction du père » est définie ensuite comme « fonction du père symbolique, puis métaphore paternelle ».
Anthony Wilden, pour faire référence à l'unité paradoxale, rappelle que le « Nom du Père » est aussi, et en même temps, le « Non du Père », soit, ce qui ordonne et interdit, simultanément. Il est bien démontré que, dans les sociétés patriarcales et patrilinéaires, le père est chargé de la détention et transmission du pouvoir, du savoir ainsi que du statut du sujet. Par contre, dans les sociétés matrilinéaires dites primitives, cette fonction paternelle sera assurée par le frère de la mère de l'enfant.

## Développement du concept
Il semble que le livre que Claude Lévi-Strauss publie en 1949, Les structures élémentaires de la parenté, ait compté dans l'ébauche de ce concept. 
En 1951, Lacan emploie pour la première fois l'expression de nom-du-père, dans le cadre du cas de l'Homme aux loups. Il l'applique peu après à l'Homme aux rats. Cette première apparition pointe sur la fonction du père, précisée par la suite en fonction du père symbolique (exercée par le père réel), pour laquelle Lacan adoptera l'expression de métaphore paternelle . 
En 1956, apparait la formule nom-du-père : Lacan traite le cas du président Schreber et théorise la forclusion du nom-du-père dans la psychose. 
Au cours de la pensée de Lacan, le nom-du-père, ou les noms-du-père seront remaniés bien des fois.[réf. souhaitée]

## Structure œdipienne
Lacan s'appuie sur la conception freudienne du complexe œdipien et il la revisite en s'appuyant sur divers travaux postérieurs à Freud. D'une part, l'archaïque, tel que désigné par Klein, correspond pour Lacan à un Œdipe intervenant précocement dans la vie de l'individu. D'autre part, la capacité de représentation, décelée par Freud dans le jeu de la bobine, elle sera entendue par Lacan dans une approche structuraliste, pour instituer la distinction entre le réel, le symbolique et l'imaginaire. 

### Manques et symbolisme
Lacan s'appuie sur la conception structuraliste ; il distingue trois manques de l'objet que sont le manque réel, symbolique et imaginaire. Ainsi, la castration ne doit pas être confondue avec le manque imaginaire, qui est manque d'un objet réel. Car il n'y a pas de réel dans la castration, dans la réalité la fille dispose tout comme le garçon d'un appareil génital. Le psychanalyste doit donc reconnaître la castration comme manque symbolique, ce manque visant l'objet imaginaire qu'est le phallus. 
C'est dans ce cadre théorique que Lacan étudie le développement de la capacité de représentation. Cette dernière a bien à voir avec le réel : « Il faut que la chose se perde pour pouvoir être représentée ». Comme Freud l'indiquait dans son interprétation du jeu de la bobine, c'est un dommage que subit l'enfant qui l'amène à avoir recours à la symbolisation. Mais Lacan va plus loin : « Si on ne peut avoir la chose (l'objet perdu), on la tue en la symbolisant par la parole ».
L'objet symbolisé est donc tué, et le symbolisme s'ancre dans le langage. Ces deux points sont la racine essentielle de la conception des noms-du-père : « La parole est le meurtre de la chose ». Le meurtre du père, décrit par Freud comme un acte mythique inscrit dans l'inconscient, se comprend donc comme fonction symbolique. L'Œdipe est langage. 

### Nom-du-père et refoulement originaire
Le signifiant phallique (également signifiant du désir de la mère) est désigné par S1, car il gouverne toute chaîne de signifiants. Le désir de la mère est le premier signe linguistique. La métaphore paternelle modifie ce signifiant : le processus métaphorique consiste à mêler deux signes linguistiques. 
S1, le signifiant phallique, est d'abord associé à s1, le concept de phallus. Ce signe linguistique est celui du désir de la mère ; il se note S1/s1.
Le nourrisson se représente une raison des absences de sa mère. Il se figure une loi symbolique, concept dont le signifiant est S2. Ce signifiant S2 est le nom-du-père. Il y a donc un deuxième signe linguistique, lequel se note S2/s2.
Vient ensuite la substitution métaphorique. C'est cette substitution qui sera fondatrice de la structure œdipienne. Le signifiant S2 ne sera plus associé au concept s2, mais il sera associé au signe linguistique S1/s1. Ainsi, on aura S2/S1/s1. 
Cette substitution métaphorique se rapporte au refoulement originaire, la première opération de refoulement. Par la suite, tout refoulement est considéré, selon la métapsychologie freudienne, provenir d'une association avec l'inconscient. La métaphore paternelle, faisant advenir le nom-du-père comme signifiant du désir de la mère, désigne le refoulement originaire comme formation de la structure œdipienne.
Lacan maintient néanmoins l'idée que si le garçon sort de l'œdipe par l'angoisse de castration, la fille entre dans le complexe d'Électre en raison de cette même menace. 
La métaphore paternelle inaugure l'accès à la dimension symbolique mais aussi le statut de sujet désirant. Par le refoulement originaire et la métaphore paternelle, le désir se voit désigner un médiateur : le langage. Il s'agit là de la métonymie du désir. Le sujet n'est autre que le sujet de l'énonciation, sujet de l'inconscient.

### Nom-du-père et stade du miroir
L’identification au père conduit à la rivalité mimétique des semblables ou des doubles (le désir mimétique et le modèle-obstacle de René Girard) et le "stade du miroir" est plutôt une différenciation où le jeune enfant de six à dix-huit mois se découvre lui-même comme "autre" qu'un prolongement quelconque ou comme "opposition" (Anthony Wilden, Système et structure, p. 460-465) à quiconque, avec l'image spéculaire renvoyée par le miroir.

### Nom-du-père et vie de Lacan
Lacan met au monde son quatrième enfant en 1941, une fille dont la mère est Sylvia Bataille, épouse de Georges Bataille. La fille reçut le patronyme de sa mère et Lacan indiqua la culpabilité qu'il en ressentit. 
Dans son séminaire sur l'identification (1961-1962), Lacan, issu d'une famille catholique, qualifie son grand-père paternel, Émile Lacan, d' « horrible personnage grâce auquel j'ai accédé à un âge précoce à la fonction fondamentale de maudire Dieu ».

## Forclusion du nom-du-père
La théorisation des noms-du-père est indissociable de l'intérêt de Lacan pour la psychose. 
Le psychotique ne réussit pas l'opération de refoulement originaire (d'autres mécanismes de défense, plus massifs, remplacent le refoulement). Quelque chose fait échec au refoulement originaire, et la métaphore paternelle n'advient pas. 
Ainsi, les non dupes errent : les psychotiques souffrent de ne pas accéder à la métaphore paternelle, bien que celle-ci tienne d'un jeu de dupes.

## Nom-du-Père et noms du père au pluriel
Le Nom du Père fut abandonné, comme n'étant pas un terme correct, puisque aucun signifiant particulier n'a cette fonction : on ne peut situer un signifiant en particulier qui serait le nom-du-père. Les noms-du-père correspondent à une inscription dans la chaîne des signifiants, à la suite d'un appel.[réf. nécessaire]
Il s'agit donc d'une notion structurelle, renvoyant au développement de l'enfant et à l'élaboration du registre symbolique faisant suite à la triangulation imaginaire, comme le signifie le schéma R.[pas clair]

#### Textes de référence
- Jacques Lacan,
  - Séminaire, III, Les psychoses, 1955-1956, Seuil 1981
  - Séminaire XXI, Les non-dupes errent, 1973-1974
  - D'une question préliminaire à tout traitement possible de la psychose in Écrits.
  - Les formations de l'inconscient
- Claude Lévi-Strauss, Les structures élémentaires de la parenté

#### Études
(Dans l'ordre alphabétique des noms d'auteurs)
- Roland Chemama, « La métaphore paternelle », dans : Dépression, la grande névrose contemporaine, sous la direction de Roland Chemama, Toulouse, ERES, « Humus - subjectivité et lien social », 2006, p. 98-101,  [lire en ligne]
- Marie-Claude Defores, Yvan Piedimonte, La constitution de l'être, Bréal, Paris, 2009.
- Joël Dor, Introduction à la lecture de Lacan : 1. L'inconscient structuré comme un langage (1985). 2. La structure du sujet (1992), Paris, Denoël, 2002, 555 p.  (ISBN 2207254089).
- Jean-Claude Maleval, La forclusion du nom-du-père : le concept et sa clinique, Paris: Seuil, 2000.
- Charles Melman, « Nom-du-Père », dans Alain de Mijolla (dir.), Dictionnaire international de la psychanalyse, Paris, Hachette Littératures, 2005 (ISBN 201279145X), p. 1173-1174.
- Érik Porge, Les noms du père chez Jacques Lacan,Toulouse,ERES, « Point Hors Ligne », 2006 .
- Elisabeth Roudinesco et Michel Plon, Dictionnaire de la psychanalyse, Paris, Fayard, coll. « La Pochothèque », 2011 (1re éd. 1997), 1789 p. (ISBN 978-2-253-08854-7), « Nom-du-père », p. 1071-1073.
- Anthony Wilden, 1983, Système et structure. Essais sur la communication et l'échange, Montréal, Boréal Express